# Krúdy Ferenc
Krúdy Ferenc, Krudy Ferenc (Szécsény, Nógrád vármegye, 1883. november 8. – Toronto, Kanada, 1973. január 29.) magyar agrárpolitikus, főispán, országgyűlési képviselő, az országgyűlés alelnöke (1943–1944).

## Élete
Felsőfokú tanulmányait a budapesti tudományegyetem jogi karán folytatta, de végzett jogi, illetve művészeti tanulmányokat Olaszországban és Münchenben is. Diplomájának megszerzése után, 1907-ben szolgabíró lett Nógrád vármegyében. Az első világháború alatt három évig teljesített katonai szolgálatot mint tüzértiszt; az utolsó évben, 1918-ban felmentették és Nógrád vármegye élelmezési ügyeinek intézésével megbízott másodfőjegyzővé nevezték ki.
1922–1923 között Baja város főispánja lett; hivatali ideje alatt épült ki a Bátaszék–Kiskunhalas-vasútvonalnak a bajai dunai kikötőhöz vezető szárnyvonala, ezáltal a vízi forgalomnak a vasúti hálózattal való szorosabb összekötése; ugyanakkor a szükséges területek megszerzésével lehetővé vált a későbbiekben közraktárak létesítése is.
Az 1926-os általános választásokon választották meg először országgyűlési képviselőnek, az Egységes Párt programjával, a szécsényi kerületben, majd a feledinek nevezett észak-magyarországi kerület képviselője lett 1934-ben, időközi választáson. Ugyanott szerzett mandátumot az 1935. évi általános választáson is, míg a következő, 1939-ben induló parlamenti ciklusban a mezőkövesdi kerület képviselője lett, a Magyar Élet Pártja színeiben. Elnöke volt a közgazdasági és közlekedési, elnökhelyettese a földművelésügyi bizottságnak; 1943–1944 között az országgyűlés egyik alelnöki tisztjét is betöltötte.
Politikusként leginkább agrárpolitikával foglalkozott, tevékeny szerepe volt az agrárszervezkedésekben és az azokat elősegítő intézmények körül. Nevéhez fűződik többek között az agrárblokknak az a javaslata, amelynek alapján a kormány a búzatermelés egységesítéséről és a minőségi irányban való átszervezéséről szóló rendelkezéseit adta ki. Ő volt a lisztmárkázás bevezetése céljából megindult mozgalom vezetője is. 1935-től több éven át a földművelésügyi tárca költségvetésének előadója volt, az 1939-1940. évi költségvetés tárgyalásakor pedig a főelőadó tisztségét töltötte be. Mint szakértő képviselte Magyarországot 1938-ban a Nemzetközi Munkaügyi Hivatal genfi állandó mezőgazdasági szakbizottságában. 
1944 végén kivándorolt Kanadába, ott élt élete végéig.

## Elismerései
- II. osztályú Magyar Érdemkereszt